# 佩凱亞鄉
45°38′N 27°48′E / 45.633°N 27.800°E
佩凱亞鄉（羅馬尼亞語：Comuna Pechea, Galați），是羅馬尼亞的鄉份，位於該國東部，由加拉茨縣負責管轄，面積104平方公里，海拔高度41米，2007年人口11,511，人口密度每平方公里110人。